# Lancia Beta
Lancia Beta – samochód osobowy klasy średniej produkowany przez włoską markę Lancia w latach 1972 – 1984.

## Historia i opis modelu

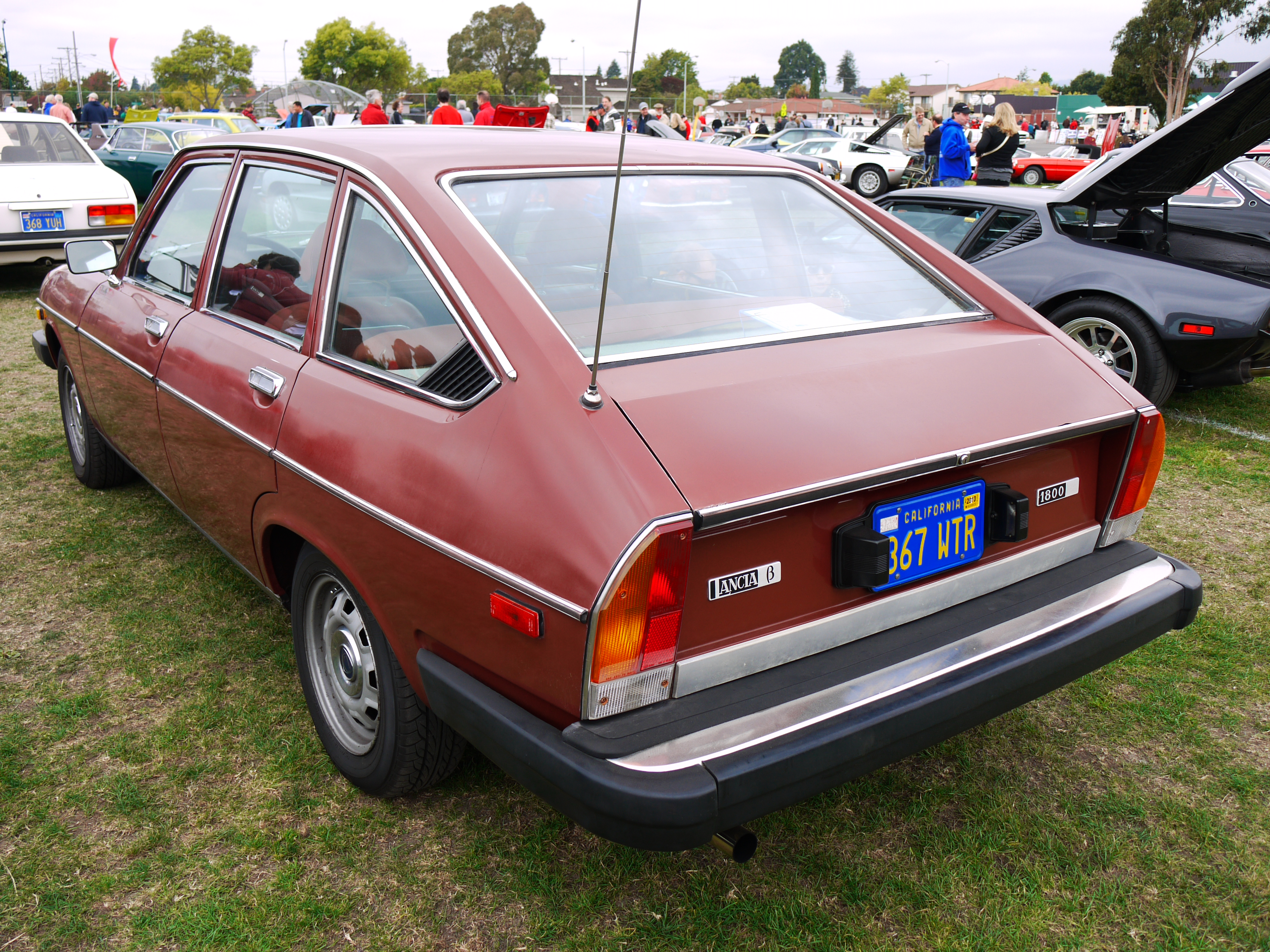
Lancia Beta Berlina - tył

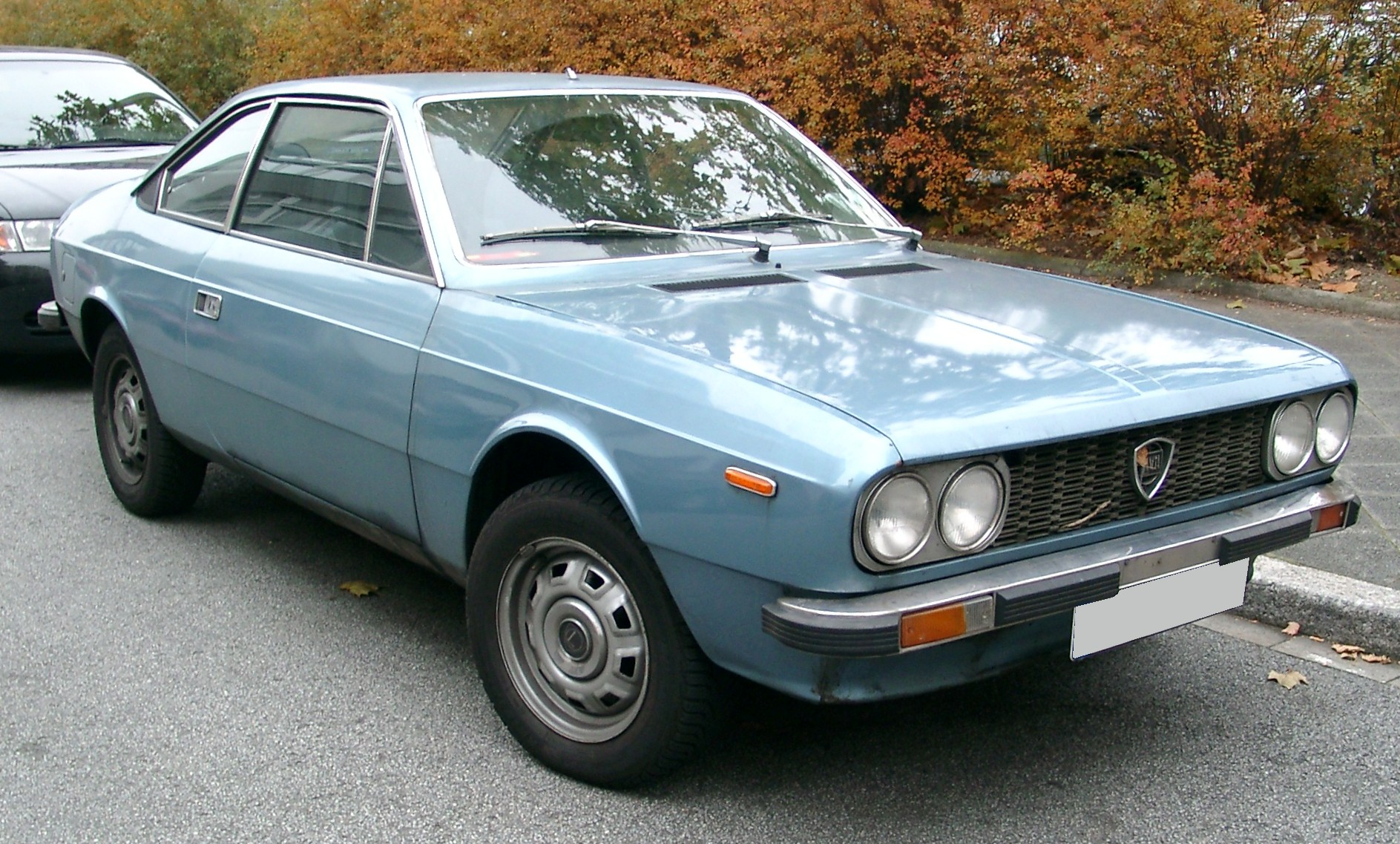
Lancia Beta Coupe

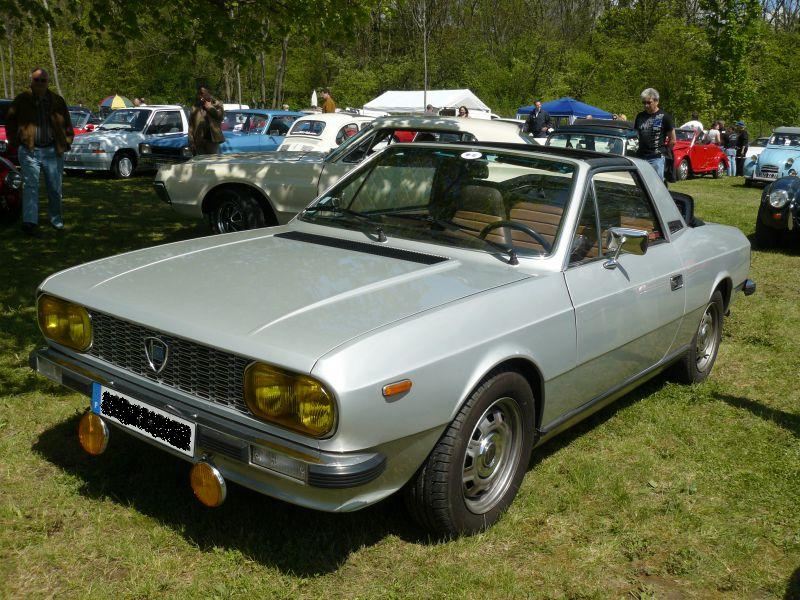
Lancia Beta Spider

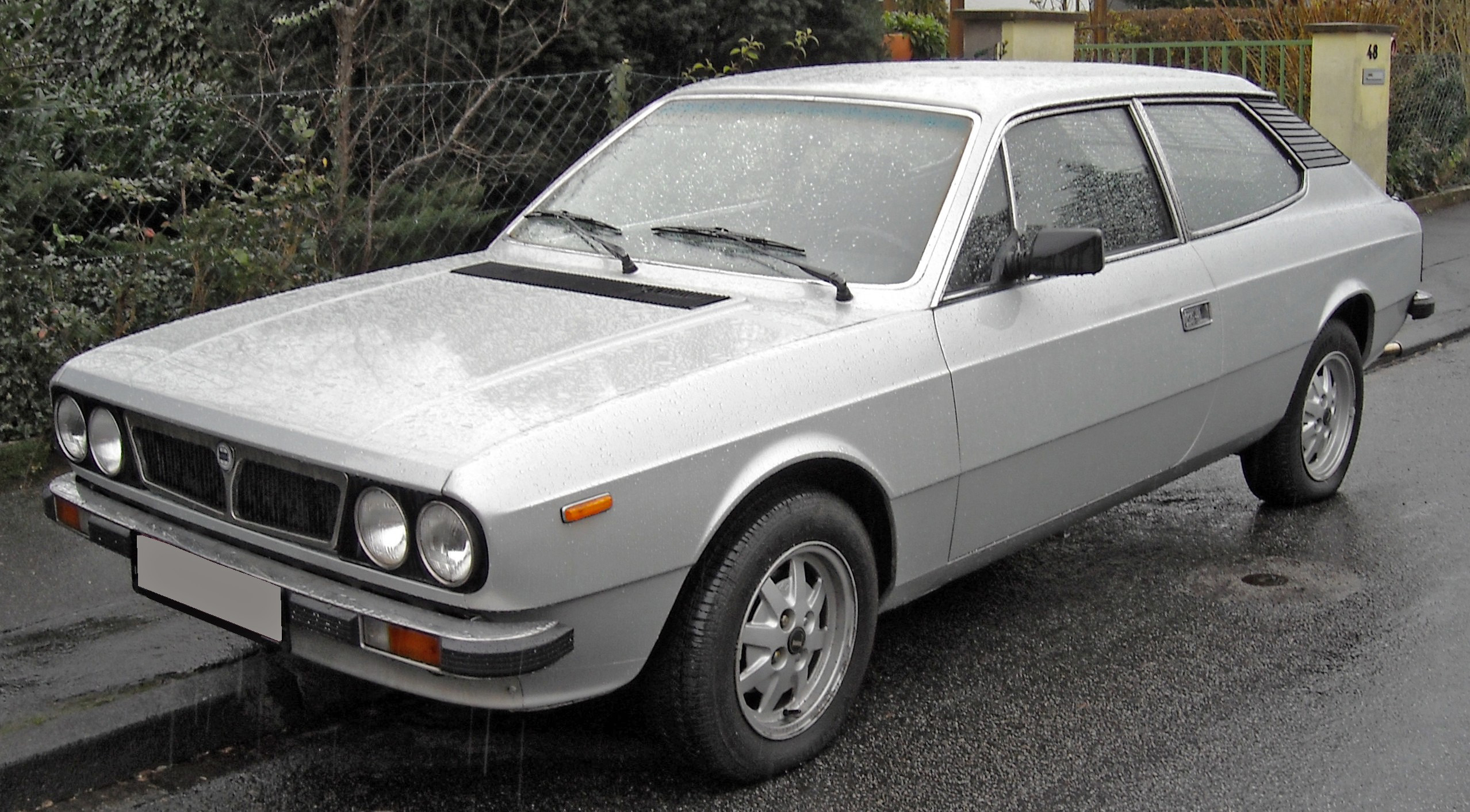
Lancia Beta HPE

Dostępny jako: 2-drzwiowe coupé, 2-drzwiowy kabriolet, 3-drzwiowe kombi lub 4-drzwiowy sedan. Następca modelu Fulvia. Do napędu używano silników R4 o pojemnościach:1,3, 1,4, 1,6, 1,8 oraz 2,0 litrów. Moc przenoszona była na oś przednią poprzez 5-biegową manualną skrzynię biegów. Samochód został zastąpiony przez model Prisma.

### Dane techniczne (Coupé)
Źródła:

### Silnik
- R4 2,0 l (1995 cm³), 2 zawory na cylinder, DOHC
- Układ zasilania: gaźnik
- Średnica × skok tłoka: 84,00 mm × 90,00 mm
- Stopień sprężania: 8,9:1
- Moc maksymalna: 117 KM (85,8 kW) przy 5500 obr./min
- Maksymalny moment obrotowy: 176 N•m przy 2800 obr./min

### Osiągi
- Przyspieszenie 0-100 km/h: b/d
- Prędkość maksymalna: 188 km/h

### Silnik
- R4 2,0 l (1995 cm³), 2 zawory na cylinder, DOHC
- Układ zasilania: gaźnik
- Średnica × skok tłoka: 84,00 mm × 90,00 mm
- Stopień sprężania: 9,35:1
- Moc maksymalna: 120 KM (88 kW) przy 6000 obr./min
- Maksymalny moment obrotowy: 171 N•m przy 3400 obr./min

### Osiągi
- Przyspieszenie 0-100 km/h: 9,3 s
- Prędkość maksymalna: 192 km/h